# Alter Botanischer Garten (Kiel)

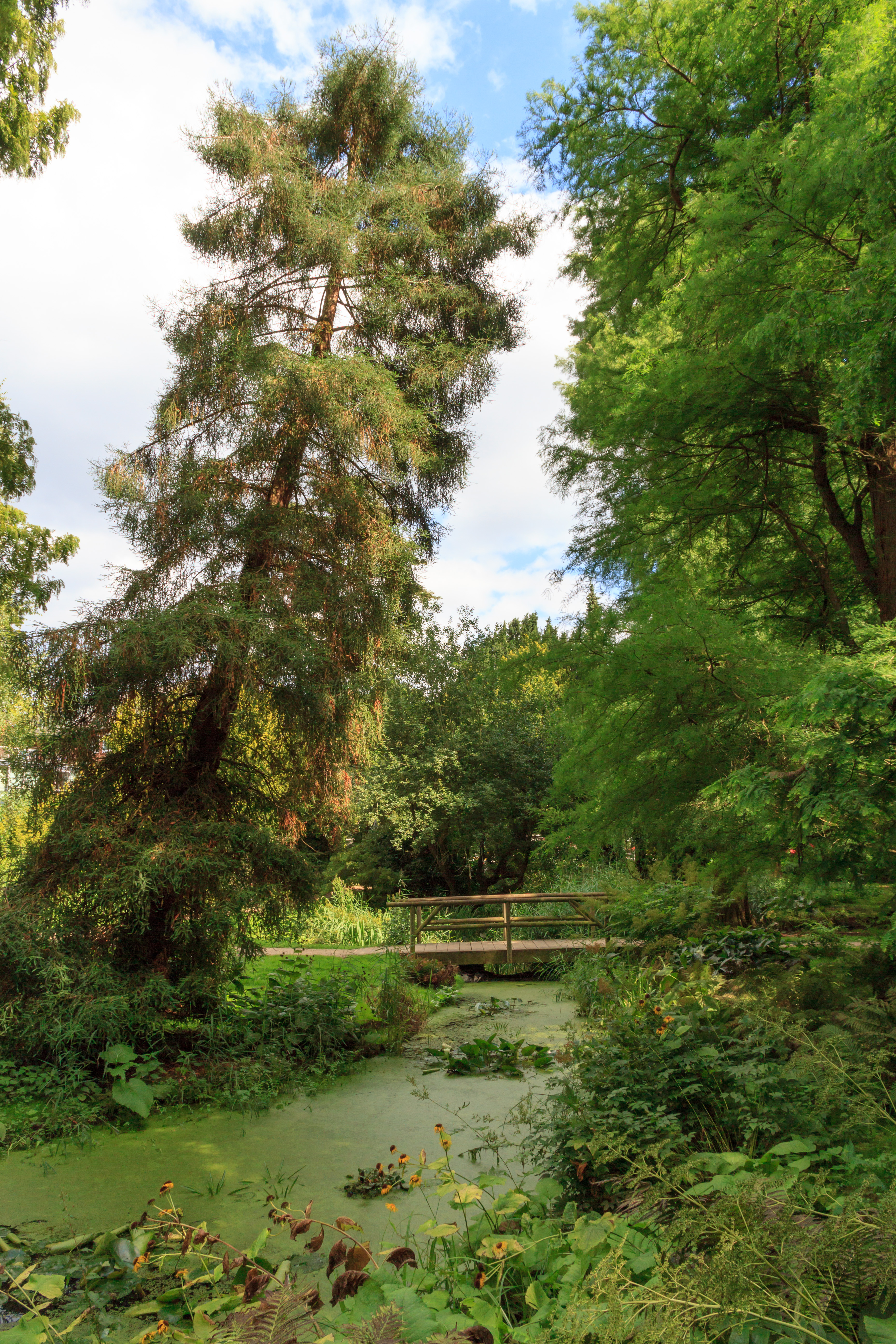
Alter Botanischer Garten

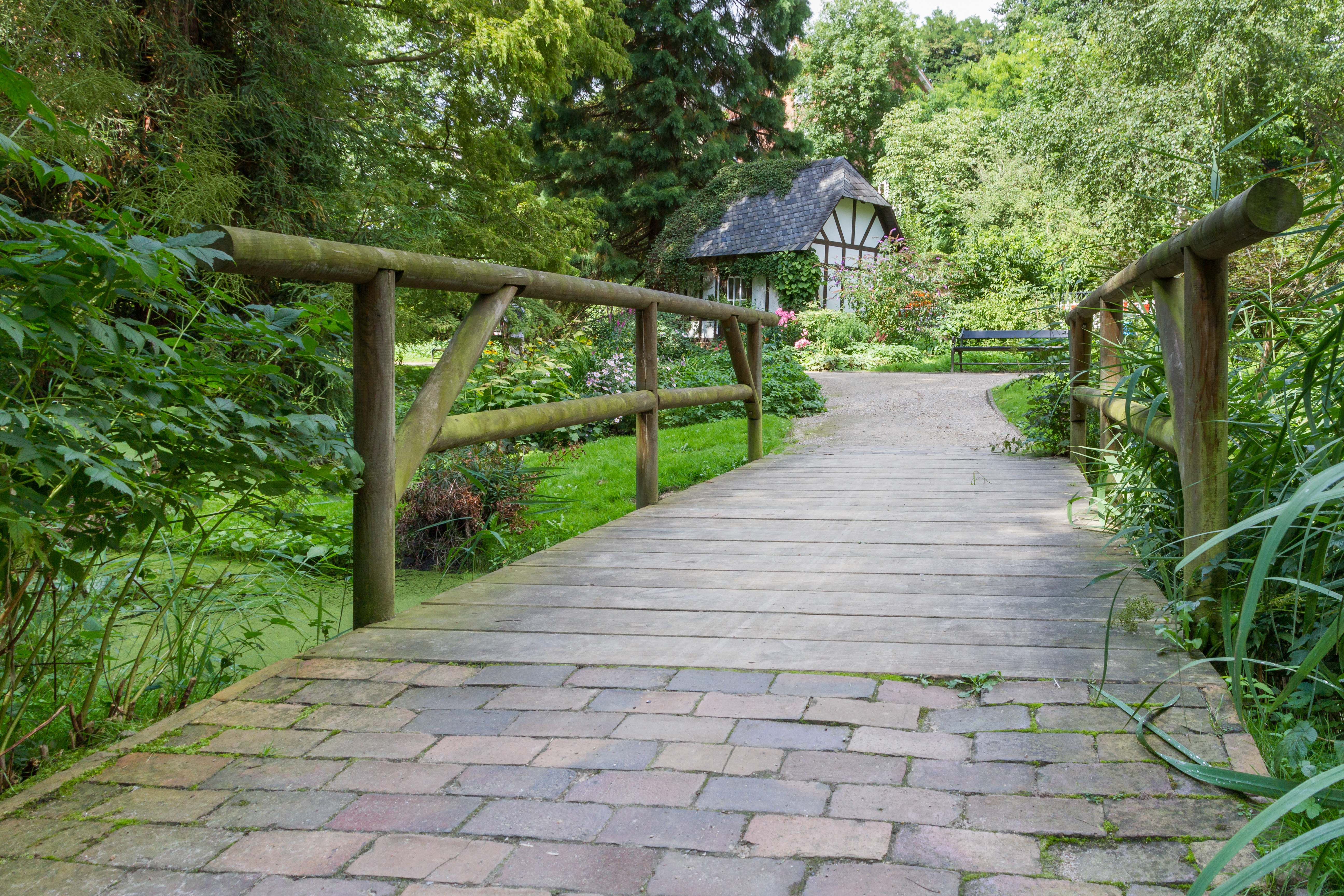
Der Garten ist ganzjährig geöffnet

Der Alte Botanische Garten ist eine öffentlich zugängliche Parkanlage in Kiel.

## Geschichte und Lage
Der erste Botanische Garten in Kiel wurde 1669 als „hortus medicus“ im Schlossgarten angelegt und gilt somit als sechstältester Deutschlands. Es folgten Gärten an den Standorten Falckstraße (1727) und Prüne (1803). Alle diese Gärten existieren nicht mehr und wurden nach ihrer Aufgabe überbaut.
Der Alte Botanische Garten wurde 1884 eröffnet. Das Gelände wurde 1825 ursprünglich als englischer Landschaftsgarten angelegt und von 1878 bis 1884 unter Adolf Engler zu einem Botanischen Garten umgestaltet. Er ist der erste nach rein pflanzengeographischen Gesichtspunkten angelegte Botanische Garten der Welt. Er liegt nördlich der Innenstadt, in direkter Nähe zur Kieler Förde, der Kunsthalle zu Kiel und den Uni-Kliniken.
Ab 1975 wurde ein neuer Botanischer Garten auf dem Universitäts-Campus in der Olshausenstraße angelegt, der 1985 eröffnet wurde. 1978 war der Umzug der Pflanzen in diesen nunmehr fünften Botanischen Garten in Kiel abgeschlossen. Zurück blieben der bedeutende Baum- und Sträucherbestand und die seither anmutig verwildernden Blumenzwiebeln. Um eine Überbauung des Alten Botanischen Gartens zu verhindern, wurde 1980 der „Verein zur Erhaltung und Förderung des Alten Botanischen Gartens Kiel e.V.“ gegründet. Es konnte erreicht werden, dass der Garten als öffentliche Parkanlage erhalten blieb und weiterhin ganzjährig geöffnet ist. Seit 1980 finden öffentliche Führungen durch den Garten statt und 1992 wurde er als Natur- und Kulturdenkmal ausgewiesen.

## Park und Pflanzen

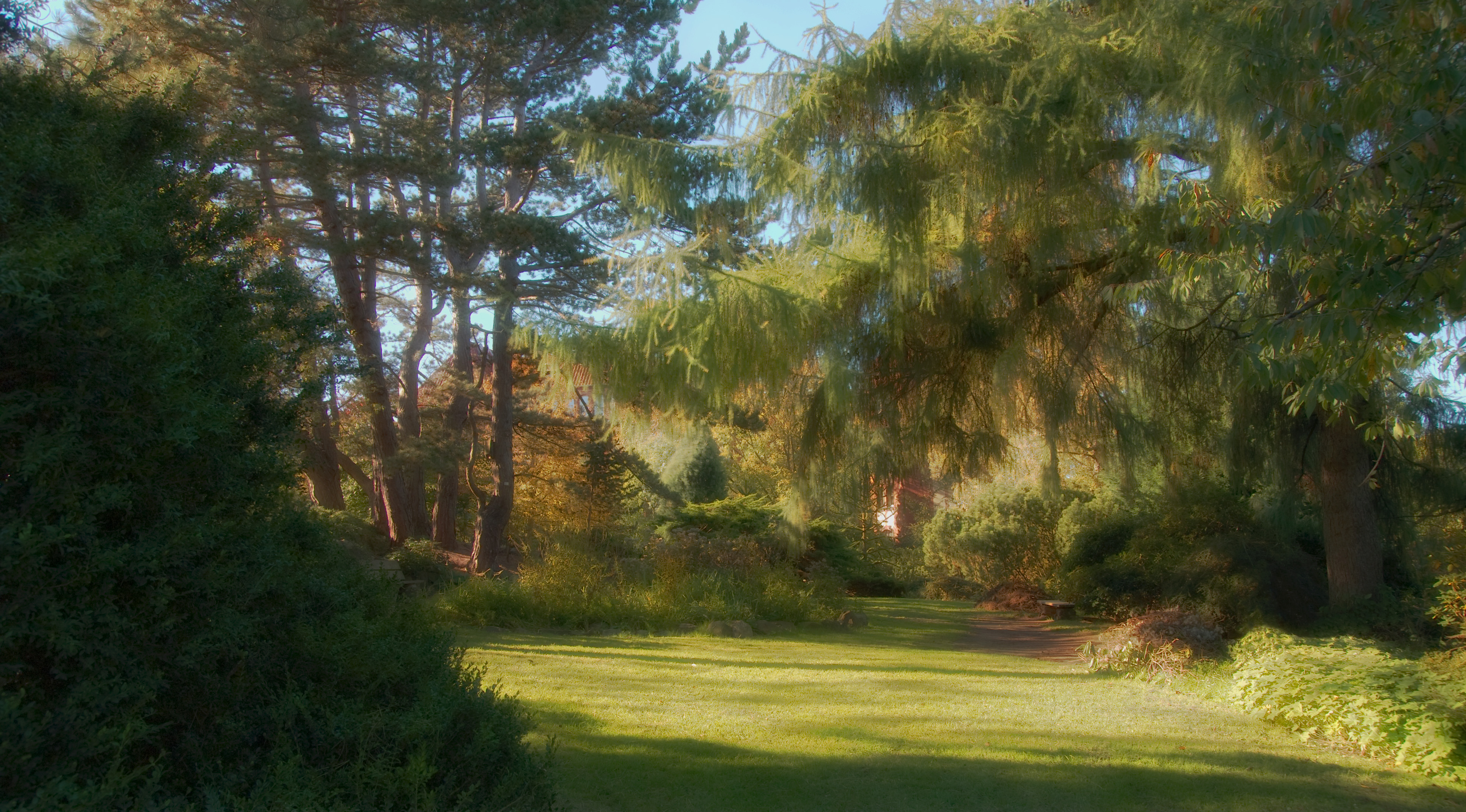
Der Garten im Herbst

### Einteilung des Gartens
Das ca. 2,5 ha große Gelände hat einen hügeligen Charakter mit über 20 Metern Höhenunterschied. Neben dem teilweise sehr alten Gehölzbestand aus über 280 Arten besitzt der Alte Botanische Garten auch eine vielfältige krautige Flora. Es gibt im Garten zwei Teiche, Wiesenbereiche sowie einige Staudenbeete. Die Hänge sind mit Zwiebelgewächsen bepflanzt und bieten im Frühling eine außergewöhnliche Blütenpracht. Das ganze Gelände ist von zahlreichen gewundenen Wegen durchzogen, die den naturnahen Charakter der Anlage unterstreichen. Die alten Gewächshäuser sind nicht mehr erhalten.

### Besondere Pflanzen
Im Alten Botanischen Garten Kiel steht einer der größten Ginkgo-Bäume in Schleswig-Holstein. Der größere der beiden Urweltmammutbäume gehört zu den ältesten seiner Art auf dem europäischen Festland (geschätzte Pflanzung: um 1948, gezogen aus Saatgut des Arnold-Arboretums) und auch ein für diese Klimaregion eher untypischer Küstenmammutbaum ist dort zu sehen.

## Kunst und Bauten

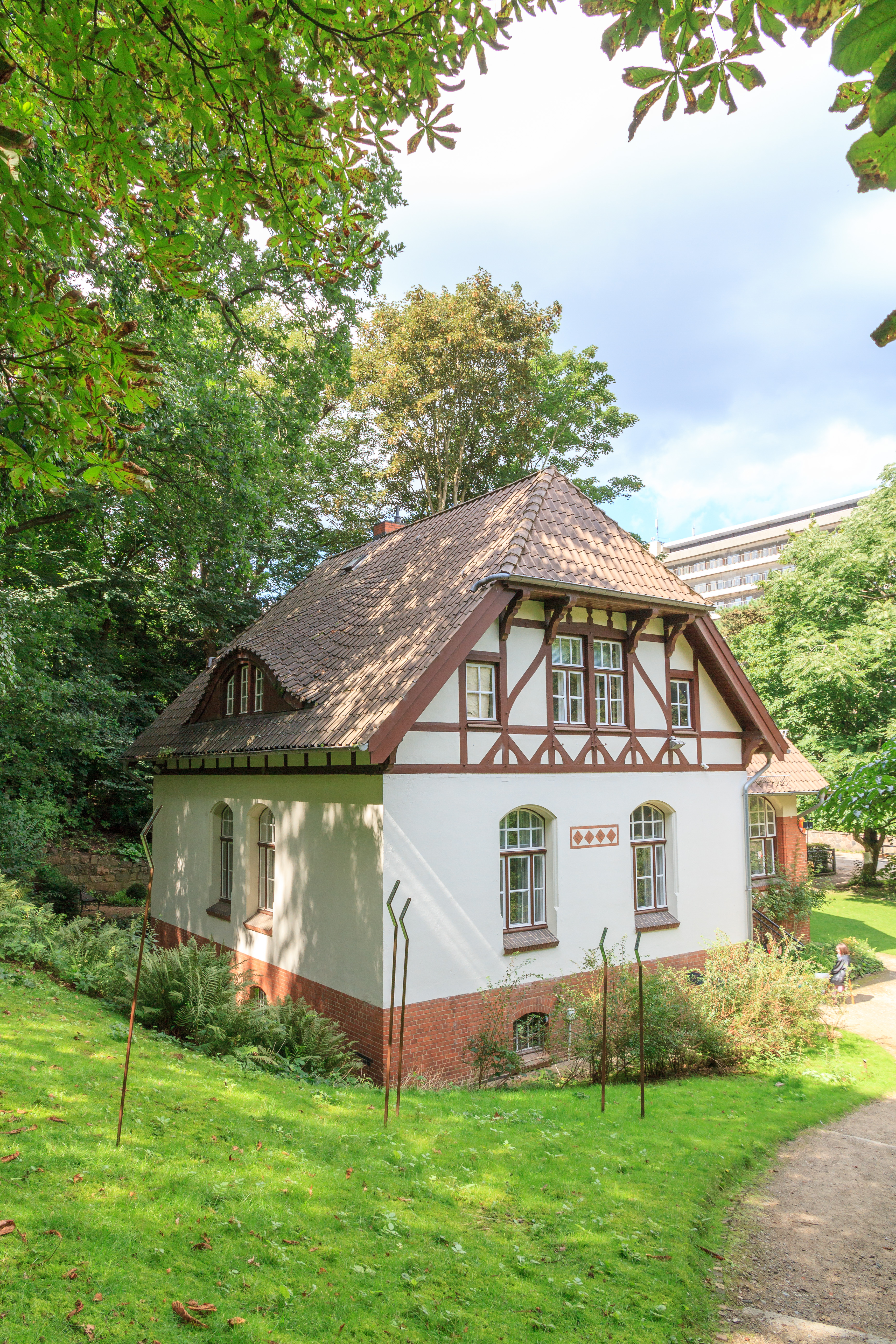
Literaturhaus

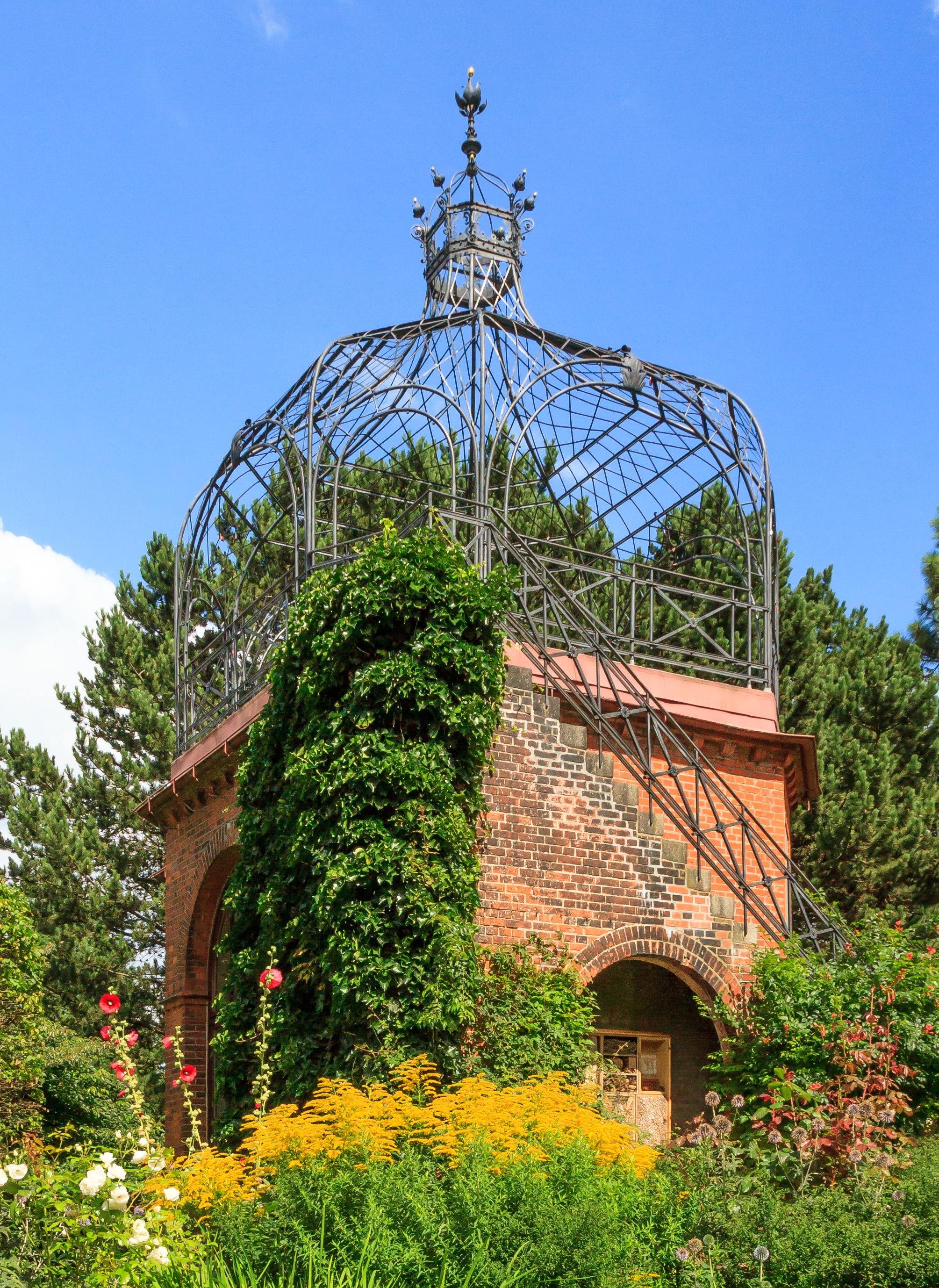
Pavillon mit schmiedeeiserner Krone

Im Alten Botanischen Garten sind Skulpturen der Künstlerin Susan Walke ausgestellt und es finden häufig literarische Aktionen statt.
Das ehemalige Haus des Garteninspektors (1906 im Fachwerkstil erbaut) beherbergt seit 1998 das Literaturhaus Schleswig-Holstein, in dem regelmäßig Lesungen stattfinden.
Auf dem höchsten Punkt des Gartens wurde 1891 ein Pavillon mit schmiedeeiserner Krone errichtet. Der achteckige Backsteinbau bietet von seiner Aussichtsplattform einen schönen Ausblick über den Garten und über die Kieler Förde. In dem Pavillon gibt es eine ständige Ausstellung über die Geschichte der Botanischen Gärten in Kiel. Auf der Nordseite des Gebäudes ist eine Nische, in der eine Nachbildung der Gründungstafel des dritten Botanischen Gartens zu sehen ist, das Original befindet sich im heutigen Botanischen Garten. Ursprünglich bot die Nische einen stets schattigen Platz für die erste öffentliche Ausstellung von marinen Algen.
Das Gerätehäuschen wurde, wie das Inspektorenhaus, ebenfalls im Fachwerkstil gebaut und fügt sich somit harmonisch in den Garten ein.
Südwestlich des Aussichtspavillons befindet sich das ehemalige Gewächshaus, das 1884/85 zusammen mit dem Botanischen Institut entstanden ist. Der Backsteinbau ist 31 Meter lang und 5 Meter tief. Er ist mehrfach durch Glasbauten erweitert worden, die heute jedoch nicht mehr existieren. Erhalten sind nur der Kernbau aus Backstein mit der Gärtner- und Heizerwohnung, mit Umtopfräumen sowie einem vollen Kellergeschoss. Das so genannte Topfhaus ist ein einzigartiges Denkmal der schleswig-holsteinischen Botanikgeschichte, das allerdings restaurierungsbedürftig ist.